# カレブ・スタンコ
カレブ・スタンコ（Caleb Stanko、1993年7月26日 - ）は、アメリカ合衆国出身の元同国代表プロサッカー選手。ポジションはMF。アステラス・トリポリスFC所属。

## クラブ経歴
2011年にSCフライブルクに加入し、セカンドチームでプレーを始めた。2013年よりトップチームに帯同し、2015年8月のDFBポカール・HSVバルムベック＝ウーレンホルスト戦でトップチームデビューを果たした。
2016-17シーズンはスイス・スーパーリーグのFCファドゥーツにレンタルされた。
2019年1月、母国アメリカに帰国し、メジャーリーグサッカーのFCシンシナティと契約を結んだ。
2022年1月5日、PASヤニナFCに移籍した。

## 代表歴
2013年6月、U-20代表の一員としてトルコで開催されたFIFA U-20ワールドカップに参加した。
2016年5月22日、プエルトリコ代表とのフレンドリーマッチを前にフル代表に初召集された。9月6日、ワールドカップ予選のトリニダード・トバゴ代表戦でフル代表デビュー。

## タイトル

### クラブ
FCファドゥーツ
- リヒテンシュタイン・カップ: 2016-17